# Lyn McClements
Lynette Velma „Lyn” McClements, później McKenzie (ur. 11 maja 1951 w Nedlands) – australijska pływaczka, dwukrotna medalistka olimpijska z Meksyku.
Specjalizowała się w stylu motylkowym. Zawody w 1968 były jej jedynymi igrzyskami olimpijskimi. Triumfowała na dystansie 100 metrów stylem motylkowym i zajęła drugie miejsce w sztafecie w stylu zmiennym. Miała wówczas 17 lat. Zdobywała tytuły mistrzyni kraju. Karierę sportową zakończyła na początku lat 70. 
Jej córka Jacqui McKenzie startowała na igrzyskach w Barcelonie (1992).